# Гайерсталь
Гайерсталь (нем. Geiersthal) — община в Германии, в Республике Бавария.
Община расположена в правительственном округе Нижняя Бавария в районе Реген. Население составляет 2235 человек (на 31 декабря 2010 года). Занимает площадь 22,38 км².
Община подразделяется на 32 сельских округа.

## Население
По оценке на 31 декабря 2015 года население общины Гайерсталь составляет 2189 чел. 

| Дата      | 1840 | 1871 | 1900 | 1925 | 1939 | 1950 | 1961 | 1970 | 1987 | 2011 |
| --------- | ---- | ---- | ---- | ---- | ---- | ---- | ---- | ---- | ---- | ---- |
| Население | 1020 | 1071 | 1190 | 1604 | 1611 | 1933 | 1854 | 1852 | 2085 | 2190 |

| Год       | 1960 | 1970 | 1980 | 1990 | 2000 | 2009 | 2010 | 2011 | 2012 | 2013 | 2014 | 2015 |
| --------- | ---- | ---- | ---- | ---- | ---- | ---- | ---- | ---- | ---- | ---- | ---- | ---- |
| Население | 1787 | 1882 | 1924 | 2154 | 2369 | 2262 | 2235 | 2168 | 2159 | 2183 | 2157 | 2189 |